# Łomża (stacja kolejowa)
Łomża – stacja techniczna w Łomży, w województwie podlaskim, w Polsce. Oddana do użytku w 1915 roku.

## Przewozy
Do 1993 roku stacja w Łomży obsługiwała połączenia pasażerskie. Po ich zawieszeniu (31 marca 1993 roku), na stację  przyjeżdżają tylko pociągi towarowe.

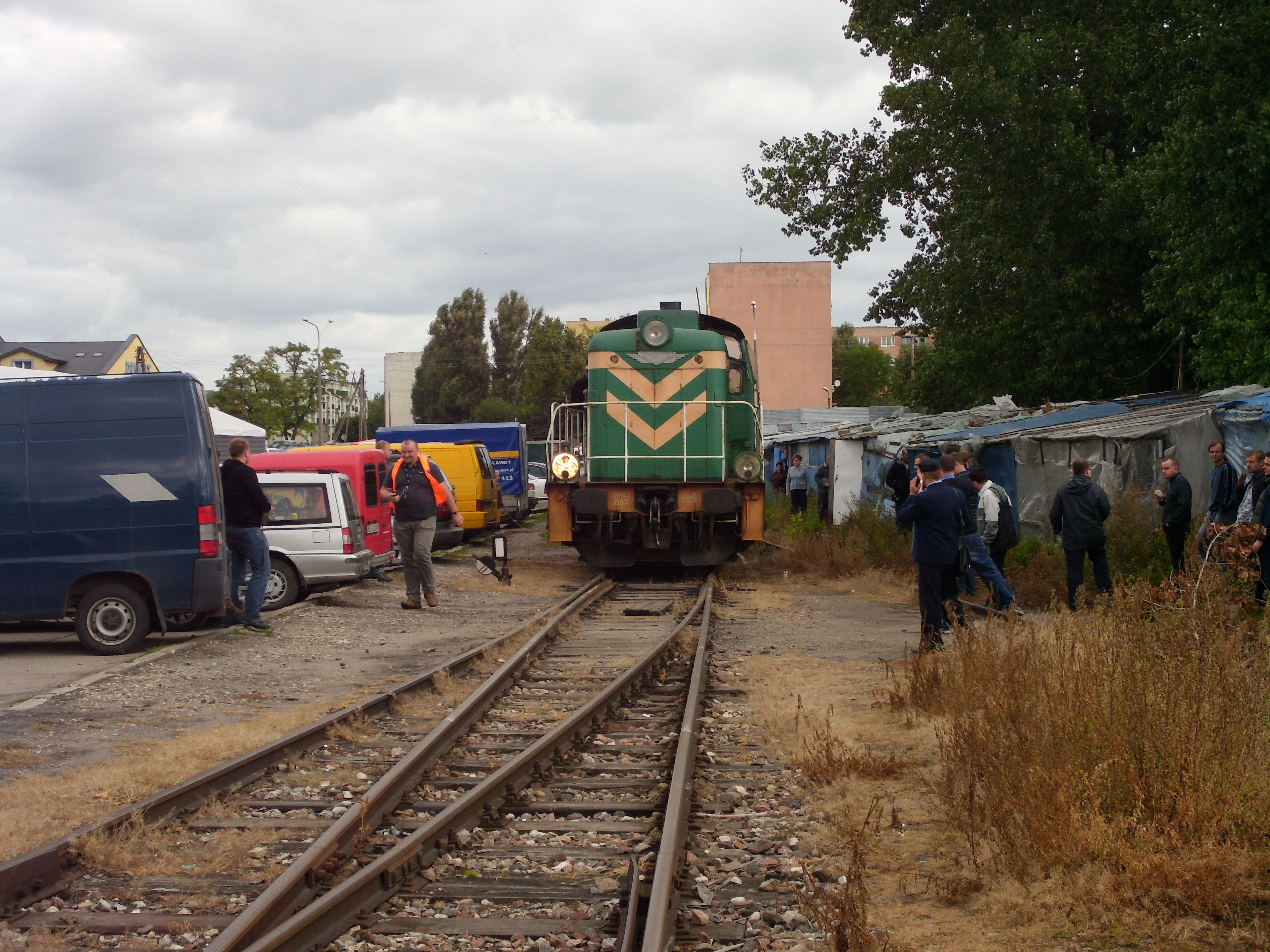
Manewrująca lokomotywa spalinowa SM 42 na stacji w Łomży

Obecnie pociągi pasażerskie przyjeżdżają do Łomży tylko w sporadycznych przypadkach:
- pociąg specjalny w ramach akcji "Szynobusy dla gmin" – 26 lipca 2003;

- pociąg specjalny WOŚP – styczeń 2010 roku[2];

- pociąg specjalny "SM42 wokół Ostrołęki" – wrzesień 2012 roku[3];

- pociąg specjalny z okazji 120-lecia Kolei Nadnarwiańskiej – październik 2013 roku[4].

- pociągi Turystyki Kolejowej Turkol.pl - luty 2019 roku[5], maj 2021 roku[6], kwiecień 2023 roku[7], lipiec 2024[8]

## Infrastruktura stacyjna
Z dawnej infrastruktury kolejowej zachowało się niewiele, zwłaszcza że rozebrano budynki dworcowe, jedyny peron. Ruch prowadzony jest z jednej nastawni "Łm" usytuowanej w km 16,010, która obsługuje również stacyjny przejazd kolejowo-drogowy. Wcześniej istniał również posterunek "Łm1" oraz "Łm2" z którego dyżurny ruchu peronowy wyprawiał pociągi pasażerskie. Budynek tego ostatniego posterunku znajduje się przy torze nr 2 pomiędzy rozjazdami 21 i 23 we wschodniej części stacji. Stacja posiada sygnalizację świetlną i kształtową oraz urządzenia ręczne kluczowe i mechaniczne scentralizowane. Na stacji funkcjonuje punkt ładunkowy spółki Cargotor będącej częścią holdingu PKP Cargo Logistics.
W latach 2018–2019 dokonano częściowej wymiany podkładów w związku ze spodziewanym wzrostem przewozów towarowych.

## Niezrealizowane i planowane projekty infrastrukturalne
Od północnej strony stacji przylega niezabudowany pas gruntu, który stanowił miejsce pod niezrealizowaną linię kolejową przez Kolno do Pisza.
W Regionalnym Programie Operacyjnym Województwa Podlaskiego znajdował się projekt modernizacji linii kolejowej nr 49 wraz ze stacją Łomża. Wydana została prawomocna decyzja środowiskowa, jednak w związku z brakiem środków finansowych realizacja projektu jest wstrzymana. 15 kwietnia 2019 roku poinformowano o znacznym obniżeniu kwoty dotacji. Jednocześnie do 2029 roku ma być zakończony remont linii realizowany z programu "Kolej plus".
Jedna z koncepcji kolejowego połączenia Centralnego Portu Komunikacyjnego zakłada budowę nowej linii kolejowej (tzw. szprychy) z Ostrołęki przez Łomżę, dalej przez Pisz, Orzysz do Giżycka. W koncepcji zaprezentowanej przez posła na Sejm RP Lecha Kołakowskiego w marcu 2019 linia kolejowa wraz z nową stacją miała by się znaleźć na zachód od miasta w okolicach miejscowości Sierzputy Młode. Zakończenie inwestycji miałoby nastąpić w 2026 roku. Pod koniec kwietnia 2019 roku Rada Ministrów przyjęła nowelizację rozporządzenia o wykazie linii kolejowych o znaczeniu państwowym w związku z planami budowy nowych linii kolejowych, które mają połączyć Centralny Port Komunikacyjny. Przez Łomżę przebiegać ma przedłużona linia kolejowa nr 29.